# Japalura austeniana
Japalura austeniana — вид ігуаноподібних ящірок родини агамових (Agamidae). Мешкає в Гімалаях. Вид названий на честь британського геолога і топографа Генрі Годвіна-Остіна (1834—1923).

## Опис
Довжина ящірки Japalura austeniana без врахування хвоста становить 9 см, довжина хвоста становить 23 см.

## Поширення і екологія
Japalura austeniana мешкають в горах Гімалаїв на північному сході Індії (Аруначал-Прадеш, Ассам) і в Бутані, а також спостерігалися в Тибеті (повіт Медог в окрузі Ньїнгчі). Вони живуть в гірських лісах, в чагарникових заростях, та на високогірних луках. Зустрічаються на висоті від 1650 до 1940 м над рівнем моря. Відкладають яйця.